# Bible of the Beast
Bible of the Beast is het derde studioalbum van de Duitse power-metal band Powerwolf.

## Musici
- Matthew Greywolf – gitaar
- Charles Greywolf – gitaar, basgitaar
- Falk Maria Schlegel – keyboard
- Attila Dorn – zang
- Stéfane Funèbre – slaginstrumenten

## Muziek
| Nr. | Titel                                        | Duur |
| --- | -------------------------------------------- | ---- |
| 1.  | Opening: Prelude to Purgatory                | 1:12 |
| 2.  | Raise Your Fist, Evangelist                  | 4:00 |
| 3.  | Moscow After Dark                            | 3:14 |
| 4.  | Panic in the Pentagram                       | 5:14 |
| 5.  | Catholic in the Morning... Satanist at Night | 3:57 |
| 6.  | Seven Deadly Saints                          | 3:35 |
| 7.  | Werewolves of Armenia                        | 3:54 |
| 8.  | We Take the Church by Storm                  | 3:54 |
| 9.  | Resurrection by Erection                     | 3:50 |
| 10. | Midnight Messiah                             | 4:12 |
| 11. | St. Satan's Day                              | 4:30 |
| 12. | Wolves Against the World                     | 6:04 |